# Elefantenbrunnen (Chambéry)
Der Elefantenbrunnen, früher „Säule von Boigne“ genannt und heute einfacher „die Elefanten“ oder mit dem Spitznamen „les quatre sans cul“ (deutsch die Vier ohne Arsch) genannt, ist ein Brunnen in der Gemeinde Chambéry im französischen Departement Savoie in der Region Auvergne-Rhône-Alpes.
Der Brunnen wurde 1838 zu Ehren des Generals Graf de Boigne errichtet und ist heute eines der berühmtesten Denkmäler der Stadt.
Seit dem 7. Mai 1982 ist er als Monument historique klassifiziert.

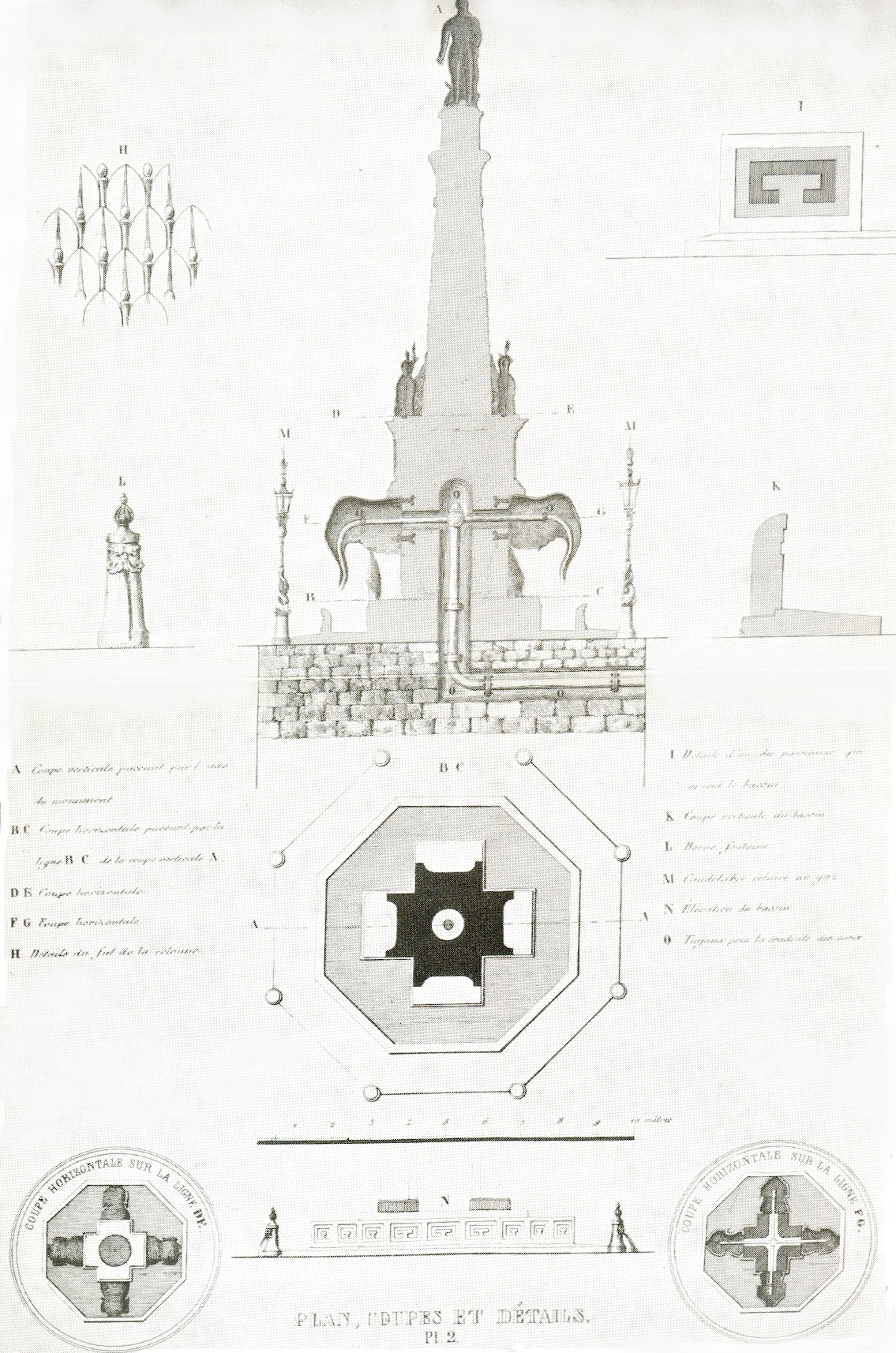
Plan des Brunnens, wie er 1838 errichtet wurde

## Beschreibung
Das Bauwerk, 17,65 Meter hoch und aus Kalkstein von Saint-Sulpice erbaut, ist eine geschickte Überlagerung von drei Monumenten: einem Brunnen, einer Säule und einer Statue.
Der Brunnen zeigt in seinem Grundriss das Savoyerkreuz. Vier am Rumpf verbundene Elefanten aus Gusseisen werfen Wasser durch ihre Rüssel in ein achteckiges Becken und tragen jeweils einen Kampfturm mit einem Flachrelief oder einer Inschrift.
Auf den Elefanten steht eine große Säule, die einen Palmenstamm symbolisiert. Ihr Sockel ist mit verschiedensten Trophäen geschmückt, Waffen, Rüstungen und indische Fahnen, die an die Heldentaten des Generals in Indien und seine zahlreichen wohltätigen Taten für seine Stadt erinnern.
An der Spitze der Säule steht eine Statue des Generals Graf de Boigne, dem das Denkmal gewidmet ist. Er trägt seine Uniform als Generalleutnant des Königreichs Sardinien. Sein über die linke Schulter geworfener Mantel gibt den Blick auf seine Hand frei, die auf einem orientalischen Säbel ruht, während seine rechte Hand ein Dokument mit der Aufschrift „dons à la Ville de Chambéry“ (deutsch Spenden an die Stadt Chambéry) hält, das auf alle Zuwendungen des Grafen von Boigne an die Stadt verweist. Die Bronzestatue wurde in Paris in den Werkstätten von Charles Crozatier gegossen. Sie wiegt 750 kg und ist 2,82 m hoch.

## Geschichte

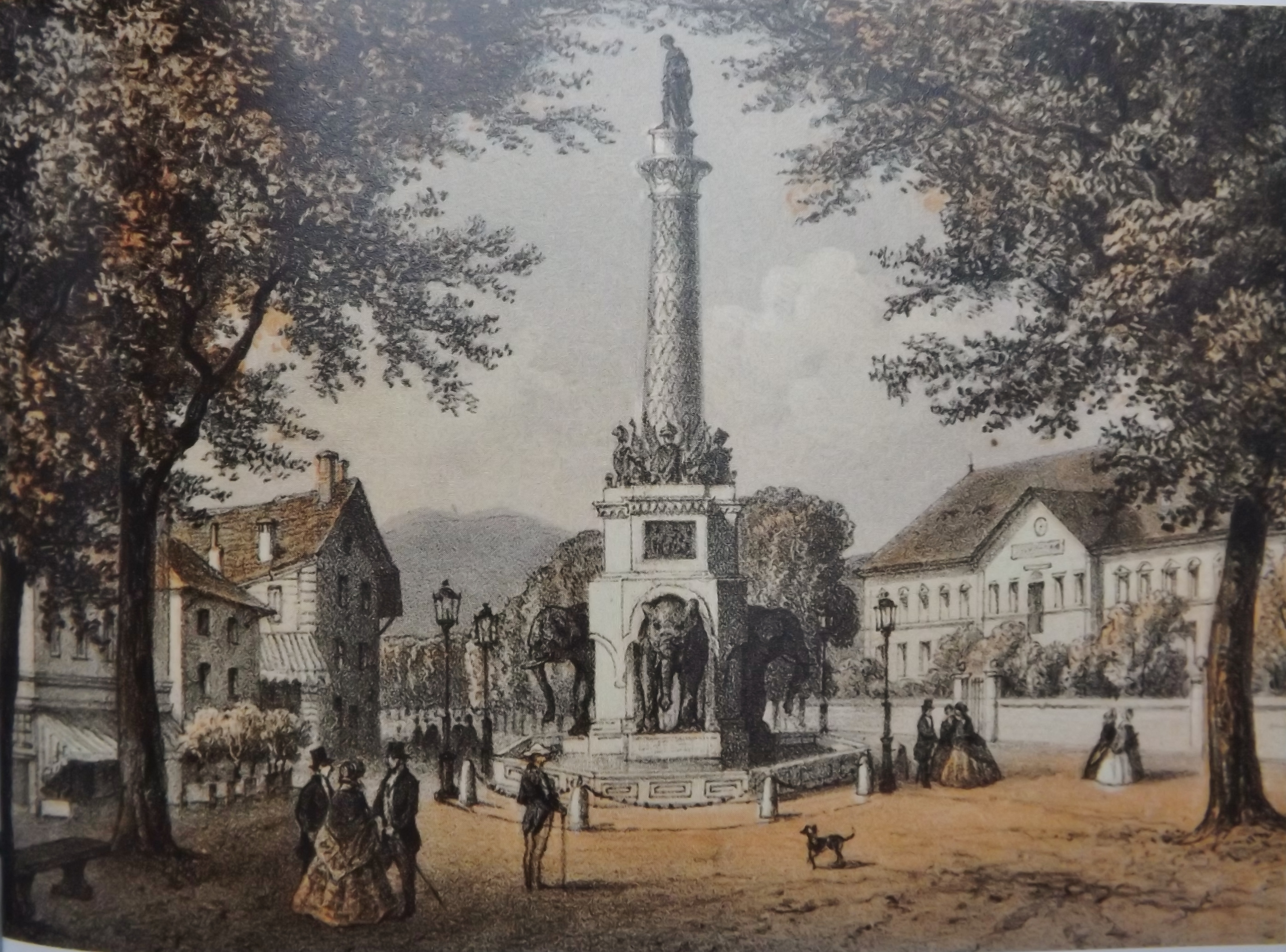
Brunnen kurz nach seiner Errichtung nach einer Lithografie von Isidore Laurent Deroy

Der Brunnen wurde von 1835 bis 1838 vom Bildhauer Pierre-Victor Sappey aus Grenoble zum Gedenken an die Heldentaten der Marathen in Indien und des Grafen von Boigne nach seinem Tod im Jahr 1830 errichtet. Damals wurde er zunächst Boigne-Säule genannt.
Der Gemeinderat von Chambéry startete einen Wettbewerb, um den Bildhauer zu finden, der das Werk ausführen konnte. Insgesamt zählte die Stadt 17 vorgeschlagene Projekte und entschied sich schließlich aufgrund seiner Originalität und geringen Kosten für das Projekt dieses Bildhauers. Der Elefantenbrunnen wurde schließlich am 10. Dezember 1838 eingeweiht.
Die Statue steht an der Kreuzung der Rue de Boigne und des Boulevard du Théâtre, zwei Hauptachsen der Innenstadt von Chambéry, die im 19. Jahrhundert entstanden sind.
Unter dem Vichy-Regime wurden der Abbau und das Einschmelzen der Statue von General de Boigne im Rahmen des Einsammelns von Nichteisenmetallen untersucht. Die Behörden beschlossen, sie zu verschonen angesichts der Schwierigkeiten und der Kosten für die Arbeit, sie von der Säule herabzulassen. Der Abbau und das Einschmelzen der Statue wurden im April 1944 im Rahmen einer neuen Requisitionswelle beschlossen. Die Durchführung konnte dank der Befreiung nicht erfolgen.

## Restaurierungen im 20. Jahrhundert

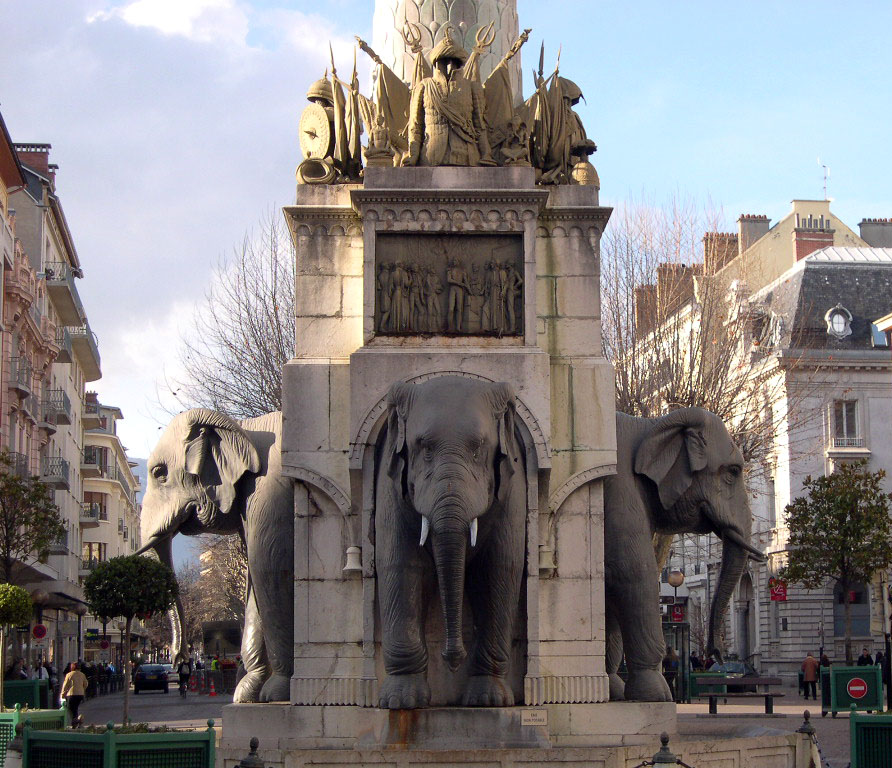
Brunnen im Jahr 2006

Der Elefantenbrunnen war seit seiner Errichtung Gegenstand mehrerer Restaurierungen unterschiedlichen Umfangs.
Amerikanische Flugzeuge bombardierten Chambéry am 26. Mai 1944, um zu verhindern, dass deutsche Truppen in den letzten Tagen der Vorbereitungen der Alliierten für die Invasion in der Normandie nach Italien einmarschierten bzw. aus Italien auszogen. Der Bahnhof und etwa ein Drittel der Stadt wurden zerstört, der Brunnen blieb jedoch verschont.
Dennoch musste 1979 zum ersten Mal und in den 1980er Jahren eine zweite, wichtigere Restaurierung durchgeführt werden. Dabei wurde auf die Schwierigkeit hingewiesen, ein Bauwerk zu restaurieren, dessen Bautechnik mit Löten mit Blei auf Gusseisen nach und nach aufgegeben worden war.
Deshalb beantragte die Gemeinde 1980 die Einstufung des Brunnens in das Verzeichnis der Monuments historiques, um von der Expertise spezialisierter Restauratoren profitieren zu können.
Die Klassifizierung erfolgte 1982 und die Restaurierungsarbeiten fanden zwischen 1984 und 1985 statt. Die vier Elefanten wurden deponiert und zur Gießerei Vincent in Brignais an der Rhone transportiert, wo sie insbesondere mit Harz repariert wurden, während die Platten und Trophäen sowie die Statue vor Ort einer Reinigung unterzogen wurden.
Trotz dieser Restaurierung setzte sich der fortschreitende Verfall des Denkmals fort, was dazu führte, dass über eine neue, umfassendere Restaurierung nachgedacht wurde.

## Restaurierung von 2013 bis 2015

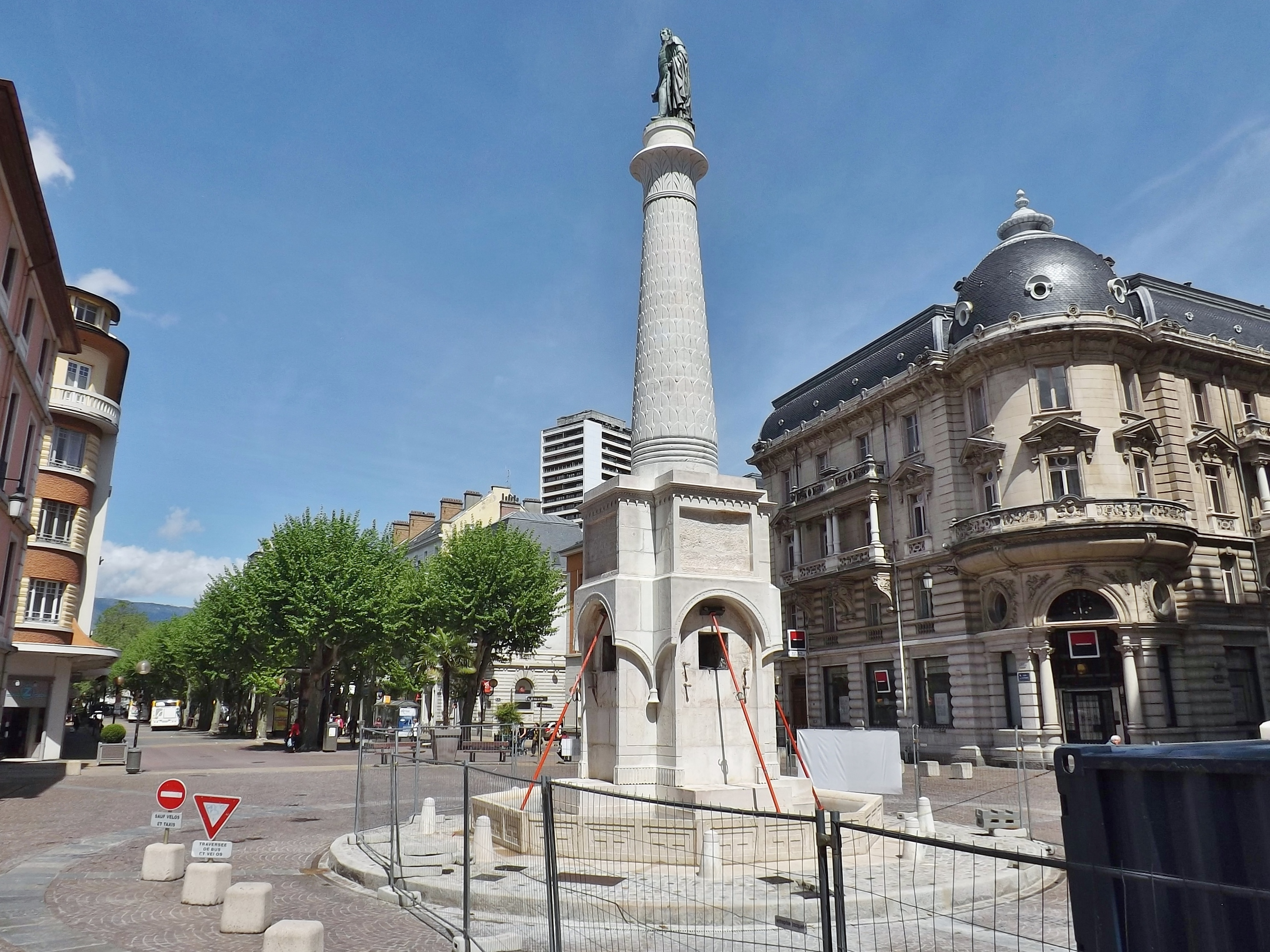
Brunnen ohne Elefanten, Trophäen und Flachreliefs im Mai/Juni 2015

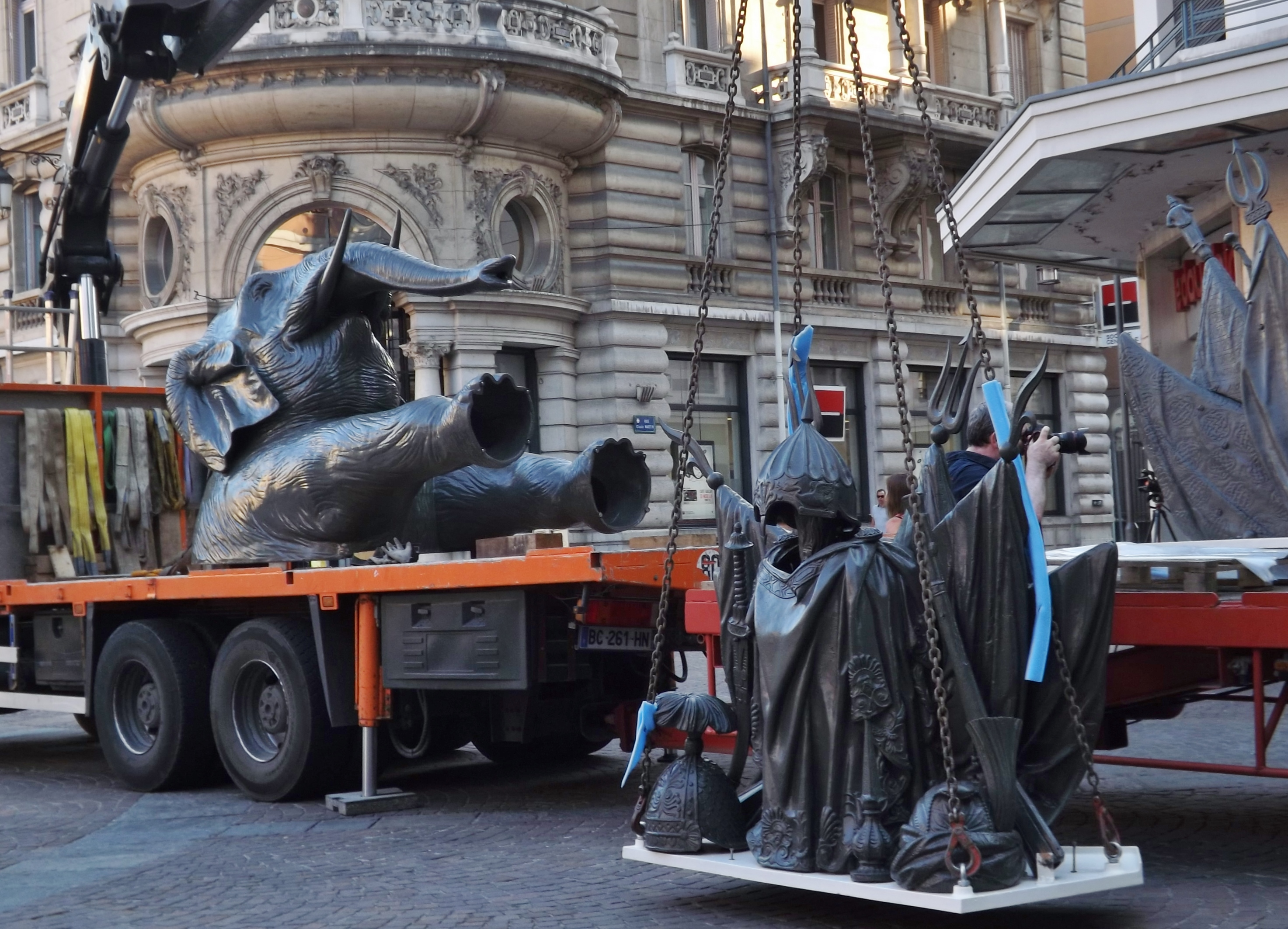
Rückkehr des letzten Elefanten mit den Trophäen

Vor der ab 2013 geplanten Restaurierung wurde im September 2012 von der Gemeinde Chambéry eine öffentliche Spendenaktion ins Leben gerufen, die zur Finanzierung eines Teils der Arbeiten beitragen sollte. Zwei Jahre später, im November 2014, brachte diese Aktion fast 125.000 Euro oder 12,4 % der Gesamtkosten der Restaurierung ein, und zwar von 388 Spendern, darunter 348 Privatpersonen.
Im Juni 2015, als die vier Elefanten zurückkehrten, brachte diese Spendenaktion rund 160.000 Euro ein. Die Restaurierungsarbeiten waren in mehrere Phasen unterteilt, die von 2013 bis 2015 dauerten. Die erste davon, die Ende Sommer 2013 begann, bestand aus der Restaurierung der Statue des Grafen von Boigne. Daher wurde die Statue im September 2013 zum ersten Mal seit dem Bau des Brunnens im Jahr 1838 entfernt, um zur Restaurierung geschickt zu werden, wohingegen während ihrer Abwesenheit auch ihr Sockel restauriert wurde. Ende November 2013 kehrte sie an ihren Platz an der Spitze des Brunnens zurück.
Die Restaurierung wurde ein Jahr später mit der Entfernung der vier Elefanten am 17. Dezember 2014 fortgesetzt, die in die Werkstätten der Gießerei Vincent in Brignais zurückkehrten. Zunächst wurde einer von ihnen gescannt, um die genaue Körperform festzuhalten. Nach einer eingehenden Untersuchung des Zustands jedes einzelnen wird geschätzt, dass nur einer von ihnen ohne vollständige Neufassung restauriert werden kann, der Elefant gegenüber der Rue de Boigne.
Die drei verbliebenen Elefanten wurden dann in drei Teile (Kopf/Rumpf, Rüssel und Beine) zerlegt. Zur Umgestaltung wurden Sandformen hergestellt, in die Gusseisen gegossen wurde. Die Elefanten wurden vor der Montage, dem Korrosionsschutz, dem Spachteln und Lackieren außerdem einer Bleientfernung, einem Sandstrahlverfahren und einer Verstärkung ihrer Struktur unterzogen. Die Farbe wurde durch die Analyse des Graus in den Falten bestimmt, das der Originalfarbe am nächsten kommt.
Während der Abwesenheit der Elefanten wurde auch der Brunnen einer kompletten Restaurierung unterzogen. Die Säule wurde geschrubbt und gereinigt, die beschädigten Steine wurden gefestigt oder sogar ersetzt, auch die Brunnenanlage wurde überholt und die unterirdische Grube vergrößert, das Becken versiegelt und die Elektrizität überprüft. Gleichzeitig werden auch die Trophäen und Flachreliefs entfernt und restauriert.
Der einzige nicht neu gegossene Elefant kehrte am 6. Mai 2015 als erster nach Chambéry zurück und fand seinen ursprünglichen Standort gegenüber dem Château. Zwei weitere kamen am 16. Juni dazu und der letzte am 1. Juli, wo er mit den vier Trophäen über ihm aufgestellt wurde. Die Arbeiten endeten schließlich am 2. Juli mit der Wiederinbetriebnahme des Brunnens.

## Galerie

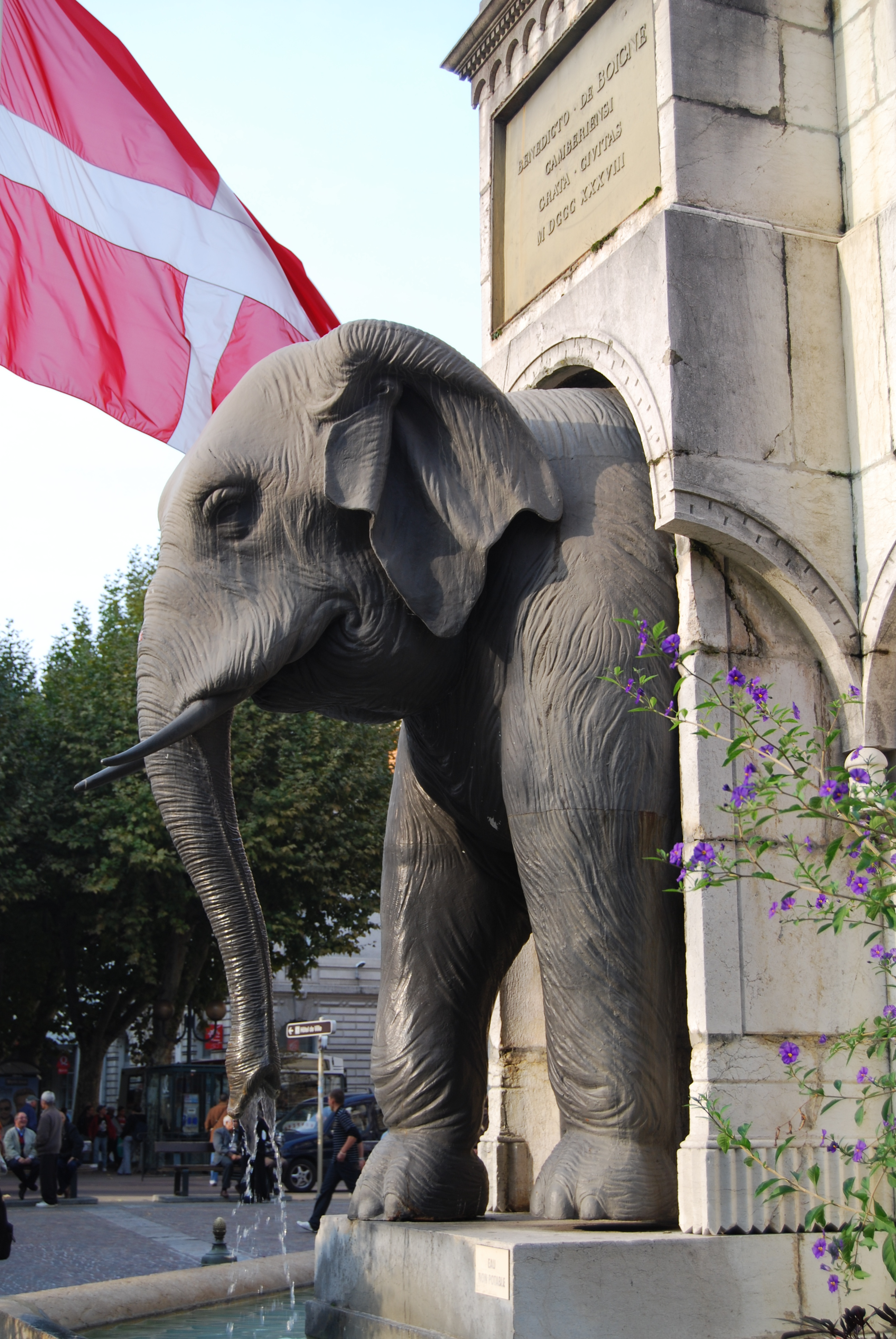
Detail einer der vier Elefanten
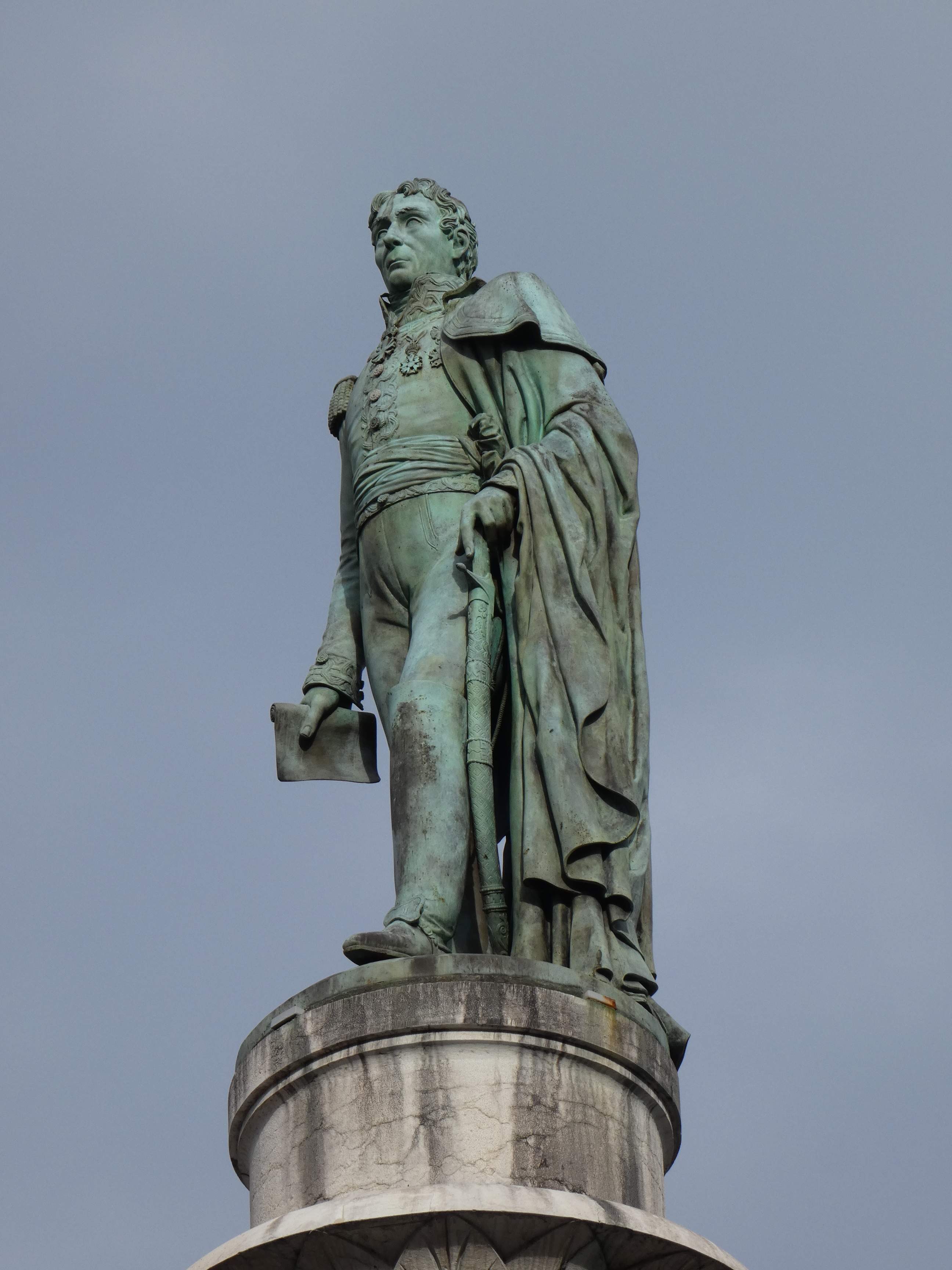
Statue
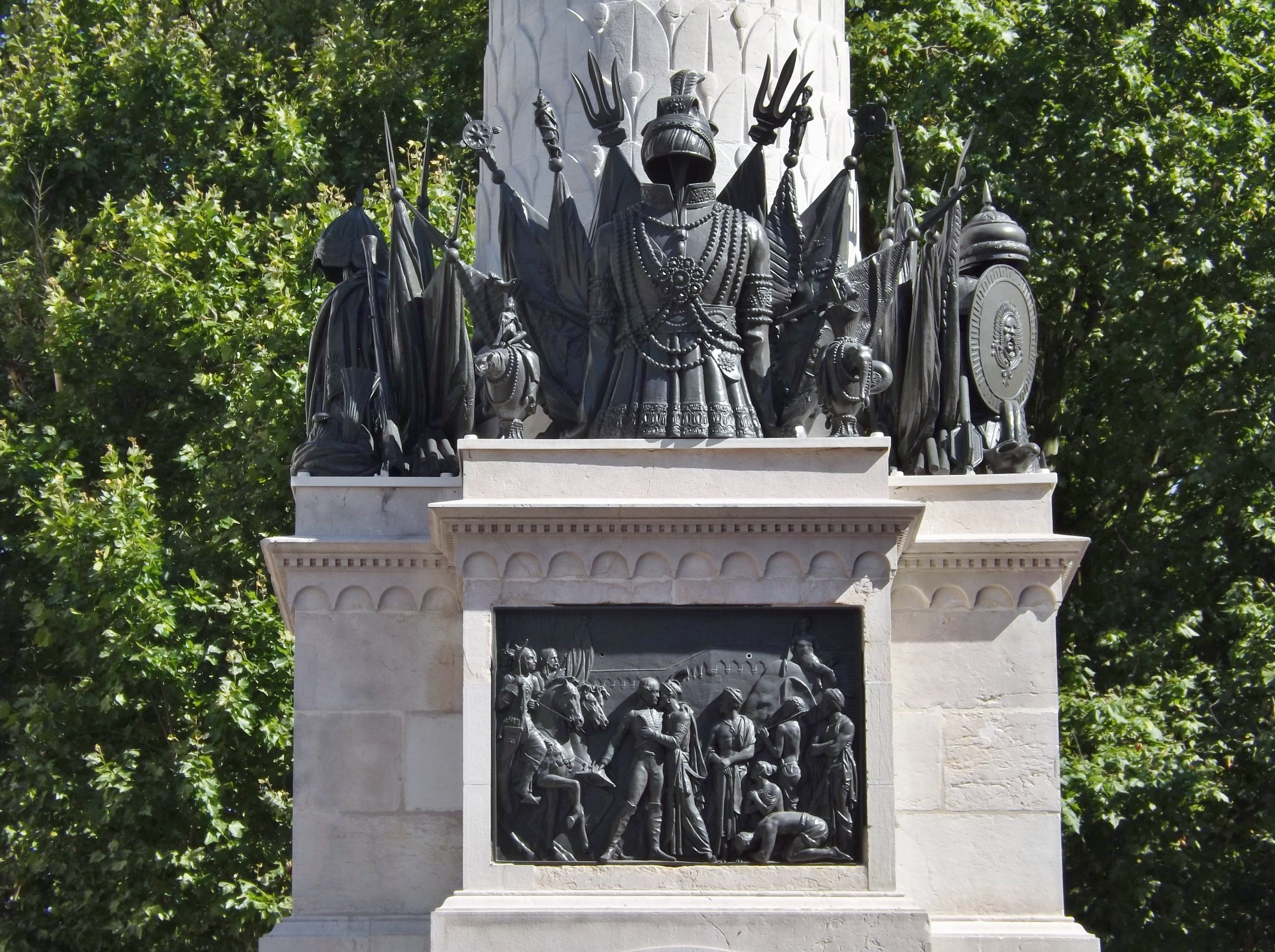
Relief und Trophäen an der Südwestseite nach ihrer Restaurierung
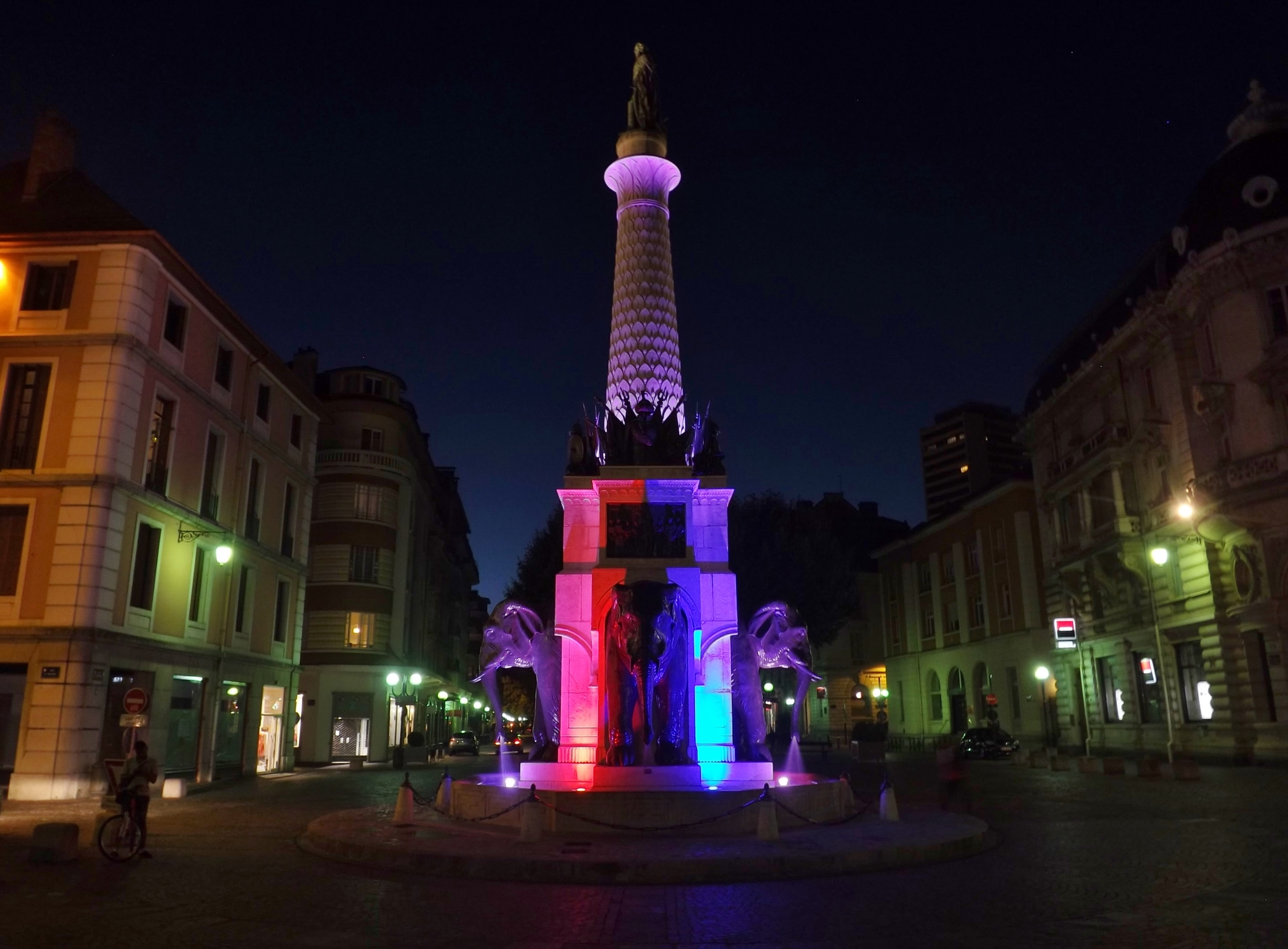
Brunnen in Nationalfarben beleuchtet nach dem Anschlag in Nizza 2016

## Trivia
- Der Fußballverein Chambéry Savoie Football hat 2015 sein Wappen geändert und in diesem den Kopf eines Elefanten als Ehrerbietung an den Brunnen abgebildet.
- Ein französischer Eishockeyverein nahm den Namen „Elefanten von Chambéry“ an und erinnerte damit an seine Verbundenheit mit diesem Wahrzeichen der Stadt. Das Elefantensymbol wurde mit der Saison 1991–1992 übernommen.[13]
- Das Rugby-Stadion Olympic Chambéry ist Teil des Multisportvereins Stade Olympique Chambérien. Die Spieler dieser Mannschaft tragen den Spitznamen „Elefanten“. Darüber hinaus stellt ihr Wappen einen Elefantenkopf dar, der mit seinem Rüssel einen Rugbyball hält.